# Heliconius hecale
Heliconius hecale (лат.) — вид дневных бабочек из подсемейства Геликонид в составе семейства Нимфалид.

## Описание
Вид распространён на территории от Мексики до Перу. Является одной из самых распространённых бабочек в Центральной и Южной Америке. Населяет влажные тропические леса. 
Бабочка имеет множество цветовых форм окраски. Гусеницы развиваются на различных видах страстоцвета.

## Подвиды

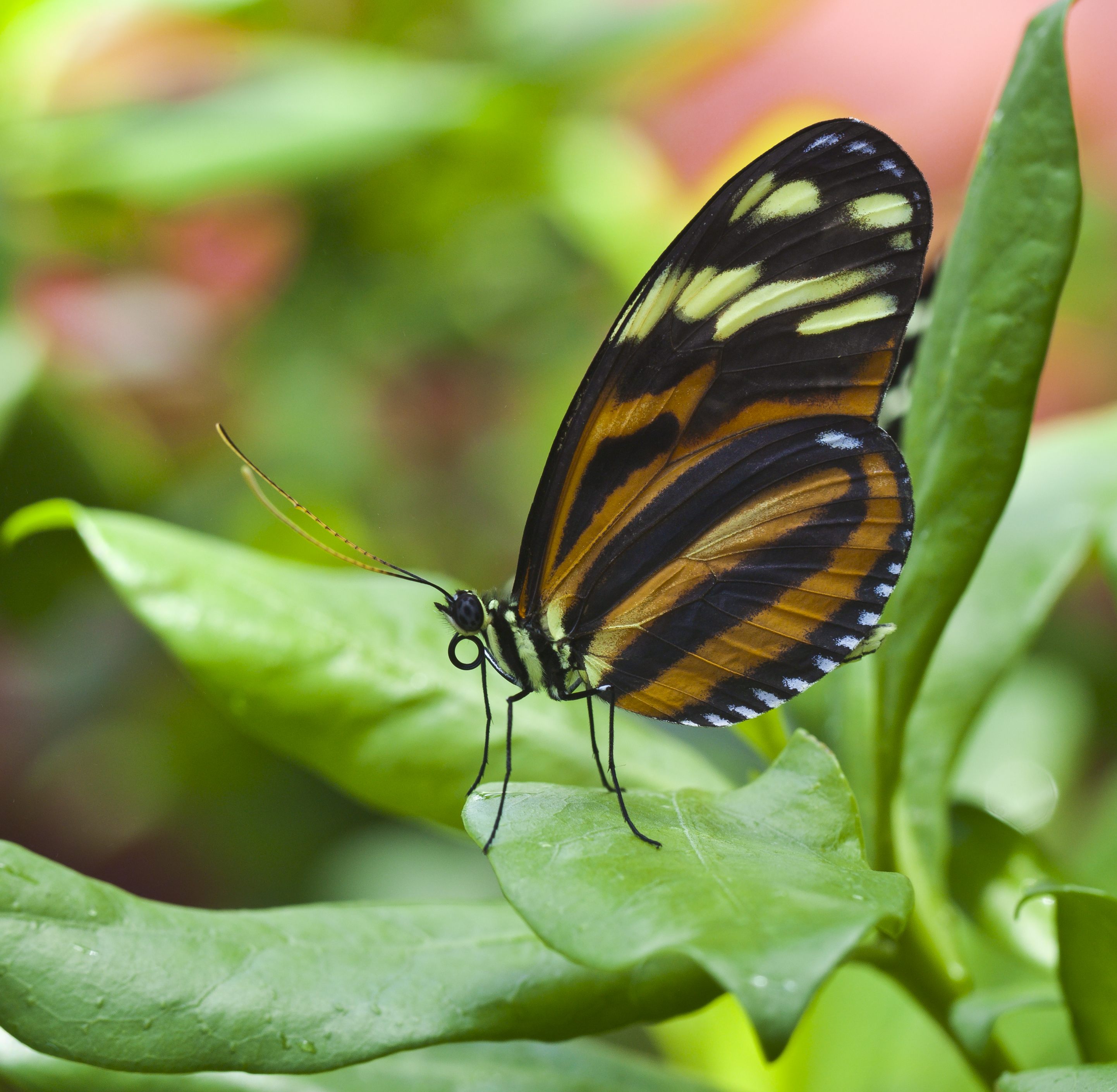

## Подвиды[1]
- H. h. hecale
- H. h. anderida Hewitson, [1853]
- H. h. quitalena Hewitson, [1853]
- H. h. fornarina Hewitson, [1854]
- H. h. zuleika Hewitson, 1854
- H. h. ithaca C. & R. Felder, 1862
- H. h. melicerta Bates, 1866
- H. h. novatus Bates, 1867
- H. h. sisyphus Salvin, 1871
- H. h. vetustus Butler, 1873
- H. h. discomaculatus Weymer, 1891
- H. h. ennius Weymer, 1891
- H. h. felix Weymer, 1894
- H. h. metellus Weymer, 1894
- H. h. sulphureus Weymer, 1894
- H. h. holcophorus Staudinger, 1897
- H. h. nigrofasciatus Weymer, 1894
- H. h. annetta Riffarth, 1900
- H. h. latus Riffarth, 1900
- H. h. paraensis Riffarth, 1900
- H. h. humboldti Neustetter, 1928
- H. h. clearei Hall, 1930
- H. h. australis Brown, 1976
- H. h. barcanti Brown, 1976
- H. h. rosalesi Brown & Fernández, 1976
- H. h. shanki Lamas & Brown, 1976
- H. h. zeus Neukirchen, 1995
- H. h. naxos Neukirchen, 1998
- H. h. paulus Neukirchen, 1998